# 浏阳花炮
浏阳花炮，是中华人民共和国湖南省浏阳市的一个特产，包括鞭炮和烟花，历史可迫溯至唐宋。其制作技艺入选首批国家级非物质文化遗产代表性项目名录。

## 特点
浏阳花炮生产爆竹的原料是浏阳就地取材的纸、土硝、硫磺、铁屑、炭末、红白泥土等。相传当地爆竹发明者为唐朝李畋，在今浏阳麻石小街田巷仍存宋朝时期的“祖师庙”。相传清朝雍正帝登基时，在元宵节燃放礼炮，当地制炮能手李泰发明出彩色烟花。雍正时期，浏阳烟花鞭炮成为贡品。咸丰年间开始出口，并在光绪时期经香港、澳门、汉口、上海转销出口。民国时期，当地最著名的是李四美花炮。1933年，“世吉祥”生产鹿竹牌鞭炮参加芝加哥万国商品博览会获得优等奖。
1995年，浏阳市被命名为“中国烟花之乡”。2001年，当地成立花炮文化研究会。2004年，浏阳花炮经国家工商行政管理局商标局注册为驰名商标。2007年5月20日，其制作技艺入选第一批国家级非物质文化遗产名录。

## 图集

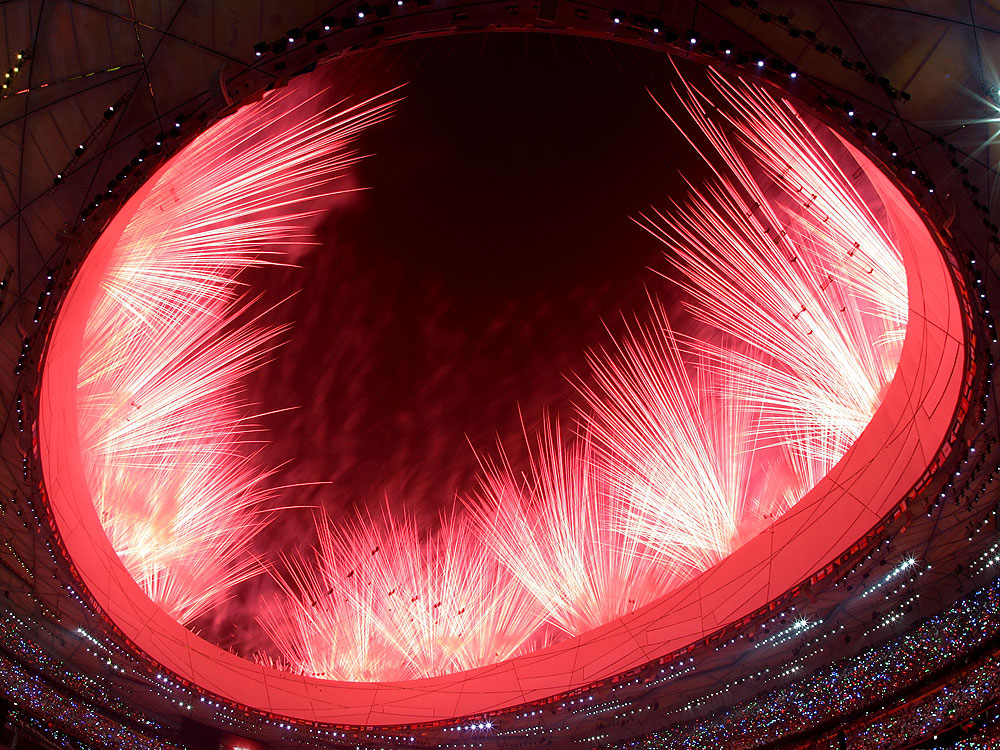
北京奥运会上使用的熊猫烟花的浏阳花炮
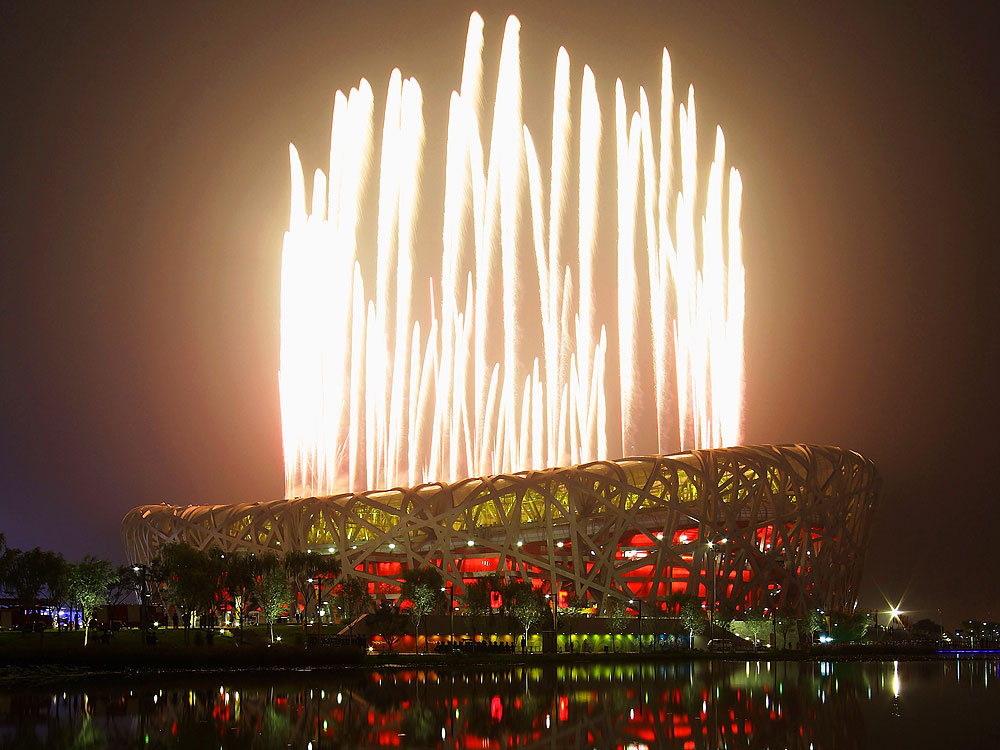
北京奥运会上使用的熊猫烟花的浏阳花炮
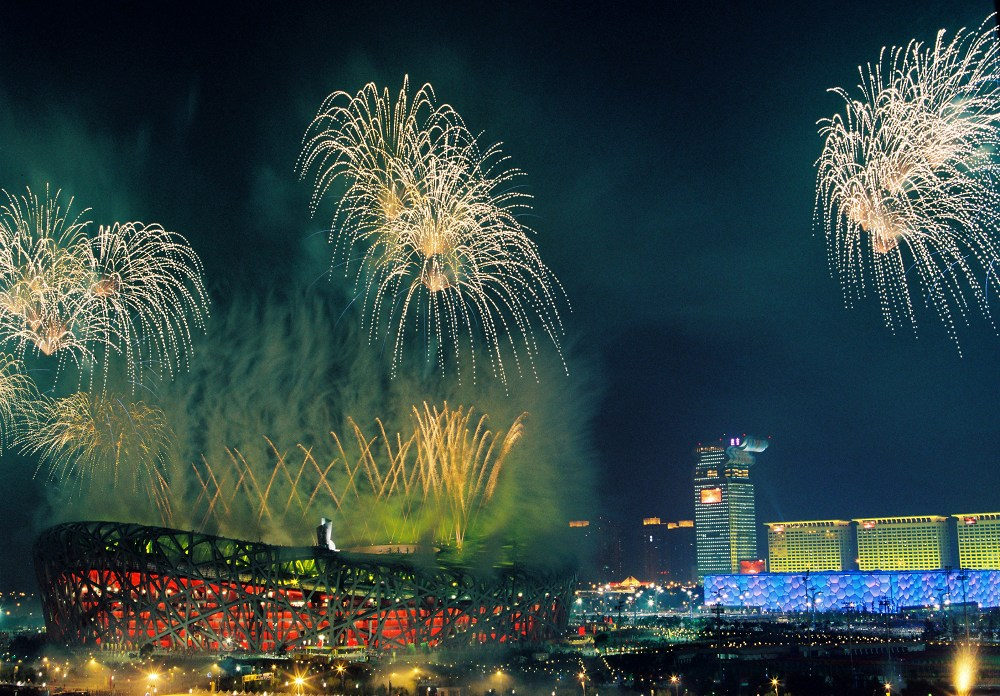
北京奥运会上使用的熊猫烟花的浏阳花炮
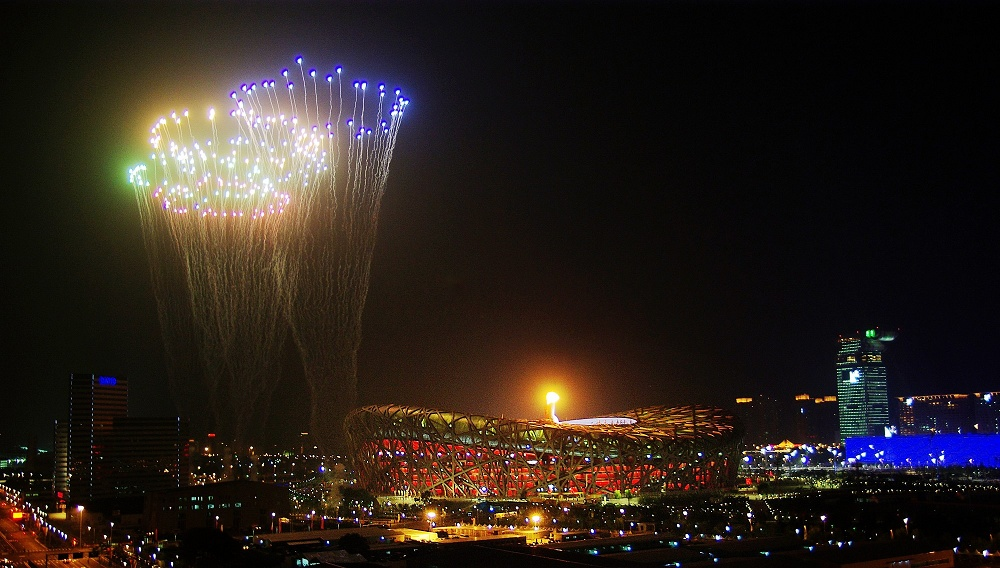
北京奥运会上使用的熊猫烟花的浏阳花炮
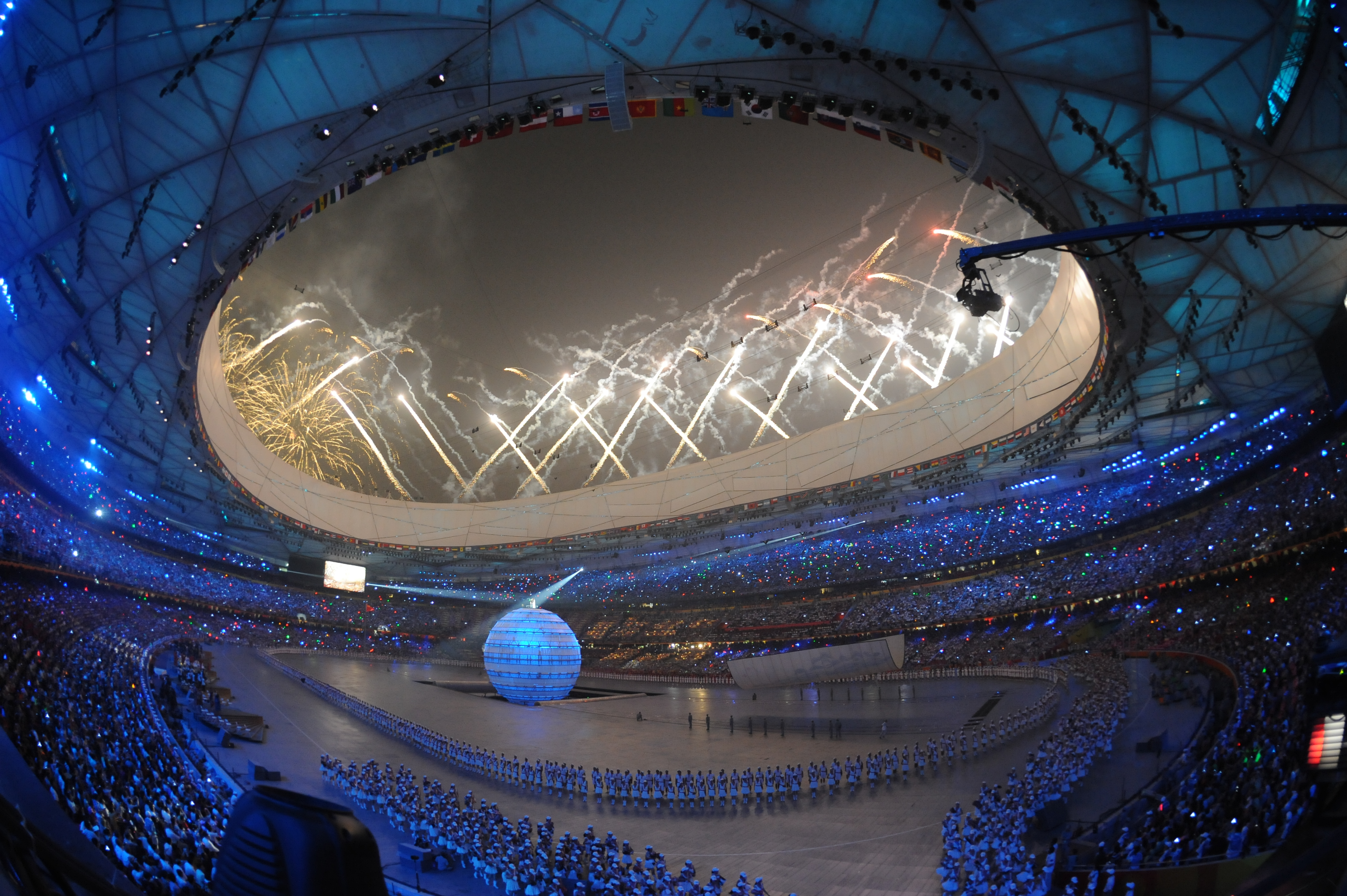
北京奥运会上使用的熊猫烟花的浏阳花炮